# 朝倉座 (豊橋市)
朝倉座（あさくらざ）は、愛知県豊橋市にあった常芝居の劇場。

## 歴史

### 朝倉座
江戸時代に吉田城下で行われていた吉田常芝居を前身とし、1873年（明治6年）から1874年（明治7年）頃の豊橋に朝倉座が開館した。1872年（明治5年）11月には中村宗十郎が、1877年（明治10年）1月には実川延若・初代中村福助・四代嵐橘三郎が、1882年（明治15年）4月には五代尾上菊五郎・四代中村芝翫・四代中村福助が来演している。
当初は豊橋町手間町（現・大手町）の西光寺の西隣にあったが、1881年（明治14年）6月には西八町の悟真寺向かいに移転。西八町時代の建物は、間口は十間（約18.2m）、約1,000人収容という大劇場だった。手間町の旧小屋は宝栄座という名称で芝居を続けている。1894年（明治27年）4月には市川権十郎による「清水誠忠録」「政談恋畦倉」などが大入りとなった。新愛知新聞は「午前二時頃より観客ドンドン推し掛け開場時間午前五時頃には満場の観客頗る付の大賑わいにて（略）」と報じている。1898年（明治31年）には五代尾上菊五郎の「裏表晴着の伊達織」「菅原伝授手習鑑」「弁天娘女男白波」が好評だった。経営方針の不備によって興行が行き詰まり、朝倉座は1899年（明治32年）に閉館した。

### 移築
1900年（明治33年）には宝飯郡牛久保町（現・豊川市）に移築され、常盤座として再開館した。1910年（明治43年）には宝飯郡小坂井村（現・豊川市）に移築され、豊盛座として再々開館した。1917年（大正6年）には宝飯郡豊川町（現・豊川市）に移築され、進雄神社に隣接する第二豊川座としてみたび開館した。